# العلاقات التشيكية الكرواتية
العلاقات التشيكية الكرواتية هي العلاقات الثنائية التي تجمع بين التشيك وكرواتيا.

## مقارنة بين البلدين
هذه مقارنة عامة ومرجعية للدولتين:
| وجه المقارنة                                              | التشيك                                                                            | كرواتيا                                                  |
| --------------------------------------------------------- | --------------------------------------------------------------------------------- | -------------------------------------------------------- |
| المساحة (كم2)                                             | 78.87 ألف                                                                         | 56.59 ألف                                                |
| عدد السكان (نسمة)                                         | 10.52 مليون                                                                       | 4.11 مليون                                               |
| الكثافة السكانية (ن./كم²)                                 | 133.38                                                                            | 72.63                                                    |
| العاصمة                                                   | براغ                                                                              | زغرب                                                     |
| اللغة الرسمية                                             | اللغة التشيكية                                                                    | اللغة الكرواتية                                          |
| العملة                                                    | كرونة تشيكية، كرونة تشيكوسلوفاكية                                                 | كونا كرواتية                                             |
| الناتج المحلي الإجمالي (بليون دولار)                      | 215.73 مليار                                                                      | 54.85 مليار                                              |
| الناتج المحلي الإجمالي (تعادل القوة الشرائية) بليون دولار | 356.15 مليار                                                                      | 94.64 مليار                                              |
| الناتج المحلي الإجمالي الاسمي للفرد دولار أمريكي          | 17.55 ألف                                                                         | 11.54 ألف                                                |
| الناتج المحلي الإجمالي للفرد دولار أمريكي                 | 31.19 ألف                                                                         | 21.64 ألف                                                |
| مؤشر التنمية البشرية                                      | 0.878                                                                             | 0.818                                                    |
| رمز المكالمات الدولي                                      | +420                                                                              | +385                                                     |
| رمز الإنترنت                                              | .cz                                                                               | .hr                                                      |
| المنطقة الزمنية                                           | ت ع م+01:00، ت ع م+02:00، توقيت وسط أوروبا، توقيت وسط أوروبا الصيفي، أوروبا/براغ ‏ | توقيت وسط أوروبا، ت ع م+01:00، ت ع م+02:00، أوروبا/زغرب ‏ |

## مدن متوأمة
في ما يلي قائمة باتفاقيات التوأمة بين مدن تشيكية وكرواتية:
- ترتبط فيشكوف مع فيروفيتيكا باتفاقية توأمة.
- ترتبط هرادتس كرالوفه مع قشتيلا باتفاقية توأمة منذ 1950.[15][16][17][18]
- ترتبط Vratimov [الإنجليزية]‏ مع سينج (مدينة) باتفاقية توأمة.
- ترتبط Letovice [الإنجليزية]‏ مع Stari Grad, Croatia [الإنجليزية]‏ باتفاقية توأمة.
- ترتبط Nepomuk [الإنجليزية]‏ مع أوميش باتفاقية توأمة.
- ترتبط برنو مع بولا باتفاقية توأمة منذ 1973.
- ترتبط Kyjov [الإنجليزية]‏ مع Biograd na Moru [الإنجليزية]‏ باتفاقية توأمة منذ 13 أغسطس 2011.[19][20][21][19]
- ترتبط أوسترافا مع سبليت باتفاقية توأمة منذ 1971.
- ترتبط هافروف مع أوميش باتفاقية توأمة.

## منظمات دولية مشتركة
يشترك البلدان في عضوية مجموعة من المنظمات الدولية، منها:
| علم المنظمة | اسم المنظمة                               | تاريخ انضمام التشيك | تاريخ انضمام كرواتيا |
| ----------- | ----------------------------------------- | ------------------- | -------------------- |
|             | المنظمة الأوروبية لسلامة الملاحة الجوية   | 1996                | 1997                 |
|             | منظمة الشرطة الجنائية الدولية             | ?                   | ?                    |
|             | الاتحاد البريدي العالمي                   | ?                   | ?                    |
|             | مركز تنسيق الحركة في أوروبا ‏              | ?                   | ?                    |
|             | حلف شمال الأطلسي                          | 12 مارس 1999        | 1 أبريل 2009         |
|             | منظمة التجارة العالمية                    | ?                   | ?                    |
|             | الفريق المعني برصد الأرض                  | ?                   | ?                    |
|             | مجموعة الموردين النوويين                  | ?                   | ?                    |
|             | مؤسسة التنمية الدولية                     | 1993                | 25 فبراير 1993       |
|             | اتفاقية السماوات المفتوحة                 | ?                   | ?                    |
|             | منظمة الأمن والتعاون في أوروبا            | 1993                | 24 مارس 1992         |
|             | مؤسسة التمويل الدولية                     | 1993                | 25 فبراير 1993       |
|             | مجلس أوروبا                               | ?                   | ?                    |
|             | منظمة حظر الأسلحة الكيميائية              | ?                   | ?                    |
|             | الأمم المتحدة                             | 19 يناير 1993       | 22 مايو 1992         |
|             | الاتحاد الدولي للاتصالات                  | 1993                | 3 يونيو 1992         |
|             | الاتحاد الأوروبي                          | 1 مايو 2004         | 1 يوليو 2013         |
|             | البنك الدولي للإنشاء والتعمير             | 1993                | 25 فبراير 1993       |
|             | مجموعة أستراليا                           | 1994                | 2007                 |
|             | المركز الدولي لتسوية المنازعات الاستشارية | 22 أبريل 1993       | 22 أكتوبر 1998       |
|             | وكالة ضمان الاستثمار متعدد الأطراف        | 1993                | 19 مارس 1993         |
|             | يونسكو                                    | 22 فبراير 1993      | 1 يونيو 1992         |

## وصلات خارجية
- موقع وزارة الخارجية التشيكية
- موقع وزارة الخارجية الكرواتية